# Cratere Helwan
Helwan è un cratere sulla superficie di Gaspra.